# مونتيرنزيو
مونتيرنزيو (بالإيطالية: Monterenzio)‏ هي بلدية في مقاطعة بولونيا في إقليم إميليا رومانيا الإيطالي.

## السكان
في سنة 1861 بلغ عدد السكان 3٬621 نسمة، وتطور العدد ليصل في سنة 2011 لـ 5٬853 نسمة.
يظهر هذا المخطط البياني تطور النمو السكاني لـ مونتيرنزيو